# Bonita Granville
Bonita Granville, född 2 februari 1923 i Chicago i Illinois, död 11 oktober 1988 i Santa Monica i Kalifornien, var en amerikansk skådespelare. Åren 1938–1939 spelade hon flickdetektiven Kitty Drew i fyra filmer, vilket blev något av ett genombrott. Hon medverkade i över 80 film- och TV-produktioner.
Hon har en stjärna för filminsatser på Hollywood Walk of Fame vid adressen 6607 Hollywood Blvd.

## Filmografi, urval
- 1934 – Anne på Grönkulla
- 1935 – Ljuva ungdomstid
- 1936 – De tre
- 1937 – Gentleman efter midnatt
- 1937 – En så'n dag
- 1938 – Gentleman på luffen
- 1938 – Kjol- och rackartyg
- 1940 – Skandalungen
- 1940 – Flykt undan våldet
- 1940 – Jag hatar dig, älskling!
- 1941 – En viss mr. Pulham
- 1942 – Under nya stjärnor
- 1942 – Glasnyckeln
- 1943 – Hitlers barn
- 1946 – Frukostklubben i Hollywood
- 1946 – Mord i isbaletten
- 1956 – Den maskerade mördaren